# Dichromodes aesia
Dichromodes aesia là một loài bướm đêm trong họ Geometridae.